# 농아
농아(聾啞, deaf mutism) 또는 농아인(聾啞人)은 청각장애 등으로 인하여 말하지 못하는 언어장애가 있는 장애인을 통칭하는 말로, 수어를  일상언어로 사용하는 사람이다. 청각장애에는 유전으로 인한 선천적 청각장애와 질병으로 인한 후천적 청각장애가 있다.(유전으로 발생) 농아인들은 수어, 구화, 필담을 대화수단으로 삼는다.

## 교육

### 대한민국
대한민국의 농아교육은 농아인에게 지식을 수화와 구화, 독순(讀脣, 입술의 움직임을 읽는 법)으로 가르치고 청각장애 및 언어장애의 특성에 맞추는 특수교육이다. 1909년 미국 감리교 선교사인 로제타 셔우드 홀(Rossetta Sherwood Hall)가 중국 시찰 후 맹인 소녀를 위한 평양맹학교에 농아부(聾啞部)를 설립하였는데, 이것이 청각장애 교육의 시초가 되었다.
이에 영향을 받아 1913년 4월 일제 조선총독부는 서울 서대문구 천연동에 있는 고아(孤兒) 후생기관인 제생원에 맹아부(盲啞部)를 설치하기로 하고 조선총독부령 제41호에 의해 제정된 제생원규칙 전문 29조에 따라 직업교육을 포함한 초등교육을 실시하기 시작했다. 1945년 10월 미군정청 보건후생부는 제생원 맹아부를 국립맹아학교(國立盲啞學校)로 교명을 변경하였다. 1946년 9월 1일 청각장애인이 손 모양을 한글 자모와 비슷하게 표현하도록 국립맹아학교 윤백원 선생이 '한글 지문자(指文字)'를 창안하였다. 1959년 4월 국립특수교육기관 서울맹아학교가 서울맹학교(서울盲學校)와 서울농아학교(서울聾啞學校)로 분리되었다.

### 농교육 방식
1. 수화교육
1760년 프랑스 드레페 신부가 농아학교 설립자로서 수화교육을 실시함.[3]
2. 구화교육
1778년 독일 교육자 하이니케가 구화법을 창안함. 1880년 밀라노 농교육자국제회의에서 구화법이 사회 적응에 효과적임을 강조해서 농교육 현장에서 수화를 차츰 부정하기 시작함.[3]
3. 토탈커뮤니케이션
  1. 배경
구화교육만 실시하는 경우의 한계 때문에, 교육자들이 농교육 현장에 수화와 구화, 쓰기 등 다양한 의사소통을 표현하는 방법을 적용함.[4]
  2. 도입 효과
Moores는 토털커뮤니케이션방법을 배운 청각장애 아동이 학습능력 향상과 쓰기, 읽기, 사회성 기여도 면에서 훨씬 월등하다는 연구결과를 발표하였다.[5]
  3. 홀콤(Roy Holcomb) 박사의 토탈 커뮤니케이션 요약(1968)
    - 방법이라기보다는 철학.
    - 개인의 의사소통 표현 및 수용요구에 따라 구화 이외의 대화수단들(특히 수화)을 다양히 활용.

## 같이 보기
- 청각 장애인
- 언어 장애인
- 한국 수어
- 한국수어사전
- 한국수화언어법

## 참고 문헌
- 한국농아인협회, 《농아인과 사회》, 한국농아인협회.(1999)
- 김기범, 《본교80년 회고록》, 서울선희학교 동창회 선희지.(1993)
- Lowenbraun, S., Appelman, K., & Callahan, J., 《Teaching the hearing impaired through total communication》. Columbus, OH: Charles E. Merrill.(1980)
- 정운기, 박귀메, 곽정란, 《농아동의 순차처리능력에 관한 소고》, 언어치료연구 제13권 제4호 179~194쪽.(2004)
- Moores, D. F.,《Educating the Deaf》. Psychology, Principles, and Practices 5th Ed.Boston: Houghton Mifflin Company.(2001)
- Markowicz,H. and Woodward, J., 《Language and the maintenance of ethnic boundaries in the Deaf community》. Communication and Cognition II, No. 1, 29-38.(1978)
- Padden,C. and Markowicz H., 《Cultural conflicts between Deaf and hearing communities》. In Proceedings of the Seventh World Congress of the World Federation of the Deaf. Silver Spring, Md.: National Association of the Deaf.(1976)
- 강주해, 《농아인의 사회와 문화》, 농아인과 사회, 한국농아인 협회.(1999)